# NGC 1208
NGC 1208 este o galaxie lenticulară situată în constelația Eridanul. Viteza sa în raport cu radiația cosmică de fond este de 4.220 ± 19 km/s, ceea ce corespunde unei distanțe Hubble de 62,2 ± 4,4 Mpc (∼203 milioane al). NGC 1208 a fost descoperită de astronomul germano-britanic William Herschel, în 1785.
NGC 1208 este o galaxie de câmp, adică ea nu aparține niciunui roi de galaxii și, prin urmare, este izolată gravitațional. NGC 1208 prezintă, de asemenea, o mare linie HI.